# Wessam Abou Ali
Wessam Abou Ali, auch Wessam Abou Abou Ali (* 4. Januar 1999 in Aalborg) ist ein dänisch-palästinensischer Fußballspieler. Er steht beim US-amerikanischen Verein Columbus Crew unter Vertrag und ist palästinensischer Nationalspieler.

## Karriere

### Verein
Wessam Abou Ali hat palästinensische Wurzeln. Der im Aalborger Stadtteil Gug aufgewachsene Ali begann mit dem Fußballspielen beim B52 Aalborg Football Club und ging von dort in die Jugendakademie des Partnervereins Aalborg BK. Am 15. April 2018 gab er beim 2:0-Sieg in der Saison 2017/18 gegen AC Horsens sein Debüt im Profifußball. Zum Ende der Saison verpasste er mit seinem Verein die Qualifikation für den internationalen Wettbewerb.
Nach weiteren Stationen in Dänemark sowie beim schwedischen IK Sirius und ägyptischen al Ahly SC wechselte der Stürmer im Juli 2025 zu Columbus Crew in die Major League Soccer.

### Nationalmannschaft
Wessam Abou Ali absolvierte drei Partien für die dänische U17-Nationalmannschaft und vier Partien für die U18-Auswahl. Aktuell läuft er für die dänische U19-Nationalelf auf.